# Linea Nankai Takashinohama
La  Linea Nankai Takashinohama (南海高師浜線?, Nankai Takashinohama-sen) è una linea ferroviaria urbana delle Ferrovie Nankai all'interno della città di Takaishi nella prefettura di Osaka in Giappone. La linea è di fatto una diramazione della linea principale Nankai.

## Stazioni
| Stazione      | Giapponese | Distanza | Collegamenti                                           | Posizione |
| ------------- | ---------- | -------- | ------------------------------------------------------ | --------- |
| Hagoromo      | 羽衣       | 0.0      | Linea principale Nankai Linea Hanwa (Higashi-Hagoromo) | Takaishi  |
| Kyarabashi    | 伽羅橋     | 1.0      |                                                        | Takaishi  |
| Takashinohama | 高師浜     | 1.5      |                                                        | Takaishi  |